# Arriva lo zio Fred
Arriva lo zio Fred (Uncle Fred Flits By) è un racconto dello scrittore di lingua inglese P. G. Wodehouse, pubblicato nel 1935 su due periodici e nel 1936 in volume nella raccolta Young Men in Spats (Giovanotti con le ghette). Il racconto fa parte dei cicli "Drones Club" e "Zio Fred". 
In Arriva lo Zio Fred si registra la prima comparsa di "Zio Fred", ovvero "Lord Ickenham", uno dei personaggi più riusciti di Wodehouse e più amati dallo stesso autore. In questo racconto lo Zio Fred — che successivamente sarà protagonista di altri quattro  romanzi di Wodehouse — asseconda una giovane coppia di innamorati, il cui fidanzamento è contrastato a causa del differente status sociale, ricorrendo a brillanti trovate, al travestimento e a una sconsiderata e generosa elargizione di denaro.

## Storia editoriale
La trama di questo racconto fu suggerita a Wodehouse dal suo amico Bill Townend. Il racconto fu pubblicato per la prima volta sul numero di luglio 1935 del periodico statunitense Redbook, illustrato da James Montgomery Flagg; fu pubblicato qualche mese dopo anche nel Regno Unito (UK), sul numero di dicembre 1935 del mensile The Strand Magazine, con le illustrazioni di Gilbert Wilkinson. Apparve poi in volume nella raccolta Young Men in Spats, pubblicata per la prima volta nel Regno Unito dall'editore londinese Herbert Jenkins il 3 aprile 1936 e successivamente negli Stati Uniti dalla casa editrice Doubleday il 24 luglio 1936. 
Nello stesso 1936 fu tradotto in lingua italiana da Zoe Lampronti e pubblicato in volume dalla casa editrice Bietti nella raccolta Giovanotti con le ghette; la traduzione della Lampronti fu utilizzata dalla Bietti in altre cinque  edizioni successive (negli anni 1936, 1937, 1962, 1964 e 1966). Una nuova traduzione italiana della raccolta, effettuata da Silvia Piraccini, fu  pubblicata dalla Guanda nel 2013 col titolo Il mistero dei cappelli.

## Trama
Al Drones Club, il club per gentiluomini frequentato a Londra da giovani delle classi sociali superiori, un visitatore viene accompagnato da un socio del club appartenente al gruppo dei "Crumpet" (in italiano: "Focaccina"). Un giovane socio appare in preda a una forte inquietudine; il "Crumpet" spiega al visitatore che il giovane che appare ansioso si chiama Pongo Twistleton ed è preoccupato dall'imminente arrivo a Londra di suo zio Fred, l'immaginoso Lord Ickenham le cui estemporanee decisioni mettono in imbarazzo il mite e pacifico nipote. 
L'ultima volta che lo zio Fred venne a Londra volle che il nipote lo accompagnasse nel sobborgo di Mitching Hill, dove lo zio aveva abitato da ragazzo. Un improvviso acquazzone li spinse alla ricerca di un riparo. Lo zio suonò a un'abitazione, scelta a caso. Aprì la porta una cameriera che li avvertì che i signori Roddis, i padroni di casa, erano assenti e che lei si apprestava a uscire. Lo zio le si presentò allora come il titolare di un negozio di animali venuto con un assistente (Pongo) a tagliare gli artigli di un pappagallo. Rimasti soli in casa Roddis, Pongo e lo zio Fred ricevettero la visita di Wilberforce Robinson, un giovane il quale dichiarò di essere innamorato ricambiato di Julia Parker, una nipote dei Roddis, ma che il fidanzamento era contrastato dai genitori della giovane a causa delle bassa condizione sociale di Wilberforce. Lo zio Fred finse col giovane di essere Mr. Roddis, il padrone di casa, e gli disse di approvare il fidanzamento. Poco dopo giunsero anche i coniugi Parker con la figlia Julia. Lo zio Fred criticò i Parker per la loro opposizione al fidanzamento di Wilberforce e Julia sostenendo che la loro superiorità sociale avesse origini immorali e criminali. Fred regalò infine ai due giovani 100 sterline — che sua moglie Jane gli aveva affidato per una commissione che avrebbe dovuto eseguire a Londra. Dopo che Wilberforce e Julia se ne andarono via felicissimi, anche zio Fred e Pongo si allontanarono dall'abitazione dei Roddis, lasciando in casa gli indignati coniugi Parker. Sulla strada, in prossimità dell'abitazione, lo zio Fred e Pongo incontrarono il signor Roddis; lo zio Fred si presentò come Mr. Bulstrode, un nuovo vicino di casa, e avvertì Mr. Roddis che, durante la sua assenza, in casa si erano introdotti due sconosciuti ed era quindi opportuno far intervenire la polizia.
A differenza di Pongo, lo zio Fred rimase soddisfatto delle sue azioni. Come enunciò al nipote: «io cerco sempre di diffondere intorno a me luce e dolcezza, e se mi capita un'occasione, non me la lascio sfuggire». 

## Personaggi
(in ordine di apparizione)
Crumpet ("Focaccina")socio del Drones Club, narratore
Pongo Twistletonnipote di zio Fred il quale lo presenta, nel corso di un solo pomeriggio, dapprima come Mr. Walkinshaw, assistente tagliatore degli artigli di uccelli, Douglas Roddis e Percy Frensham
Frederick Altamont Cornwallis Twistleton, V Lord Ickenham (Zio Fred)lo zio Fred di Pongo si reca a Londra per una commissione di cui lo ha incarico la sua autoritaria moglie Jane; nel villino dei Roddis a Mitching Hill lo zio Fred assume differenti identità: titolare di un negozio di uccelli (con la cameriera dei Roddis); si presenta come Mr. Roddis, proprietario dell'abitazione, con Wilberforce Robinson; infine si presenta come Mr. Bulstrode, un nuovo vicino di casa, con Mr. Roddis.
Wilberforce Robinsonaiutante in una ditta in cui si preparano anguille marinate, innamorato di Julia Parker
Julia Parkerinnamorata di Wilberforce Robinson
Connie Parkermadre di Julia
Claude Parkerpadre di Julia
Mr. Roddisproprietario dell'abitazione, cognato di Connie e Claude Parker, zio di Julia
Lady Jane Ickenhammoglie americana di Lord Ickenham. Nata negli USA, autoritaria, sorveglia attentamente i comportamenti del marito e ne gestisce oculatamente le finanze (fornisce al marito una paghetta settimanale). Lord Ickenham ha avuto l'opportunità di venire a Londra perché la moglie gli ha affidato una commissione e gli ha consegnato 100 sterline per eseguire gli ordini di lei.

## Critica
Arriva lo Zio Fred  è stato giudicato uno dei migliori racconti di Wodehouse. L'opera è importante anche perché vi si registra la prima comparsa di "Lord Ickenham", ovvero lo "Zio Fred" di Pongo Twistleton. Il rapporto fra i due mostra un capovolgimento comico dei rapporti prevedibili fra un anziano e un giovane: il giovane Pongo, ventiduenne nel racconto, appare infatti timido e ansioso; lo zio sessantenne Fred è estroverso, esuberante, avventuroso. Altro effetto comico è legato al capovolgimento degli usuali rapporti negli anni trenta del '900 fra i due sessi: zio Fred, intraprendente e audace a Londra, è timido e in posizione subalterna in ambito domestico.
Secondo il linguista Robert Hall, anche nei racconti di Giovanotti con le ghette la maggior fonte di ilarità è il linguaggio, ricco di similitudini e metafore che molto spesso fanno riferimento a una vasta gamma di fonti letterarie colte. Il punto di vista nella parte principale del testo narrativo è quello di Pongo e il lettore riceve una forte impressione dell'ansia del giovane; ma la consapevolezza del genere comico fa intuire ai lettori fin dal primo momento il lieto fine per cui i sentimenti del lettore sono dalla parte dell'intraprendente zio. Altro elemento comico è legato al registro linguistico di Lord Ickenham, variabile in funzione dell'ambiente in cui si trova e del ruolo che impersona. La dichiarazione finale di Zio Fred, il desiderio di «diffondere dolcezza e luce», diventerà un tormentone, essendo ripetuta da Zio Fred in tutti i romanzi in cui compare. L'espressione idiomatica inglese Sweetness and light (dolcezza e luce), apparsa dapprima ne La battaglia dei libri di Jonathan Swift (1704), scelta quindi da Matthew Arnold come titolo del capitolo di apertura di Cultura e Anarchia (1869), veniva riferita dai critici letterari alla poesia col significato di "piacevole e istruttiva"; con Wodehouse ha assunto una sfumatura ironica.

## Adattamenti
- Uncle Fred Flits By - radiodramma trasmesso dalla BBC il 14 ottobre 1939[15]
- Uncle Fred Flits By - film per la TV della serie televisiva statunitense Hollywood Opening Night della CBS trasmesso nel 1955[16], regia di William Corrigan, interpreti: David Niven (zio Fred) e Robert Nichols (Pongo) [17]
- Uncle Fred Flits By - film per la TV della serie televisiva statunitense Four Star Playhouse della NBC trasmesso il 15 marzo 1953[18], regia di Roy Kellino, interpreti: David Niven (zio Fred) e Robert Nichols (Pongo) [19]

## Edizioni
- (EN) Uncle Fred Flits By, in Young Men in Spats, 1ª ed., London, Herbert Jenkins, 1936.
- (EN) Uncle Fred Flits By, in Young Men in Spats, New York, Doubleday, Doran, 1936.
- Arriva lo Zio Fred, in Giovanotti con le ghette: romanzo umoristico inglese, traduzione di Zoe Lampronti, Milano, Bietti, 1936.
- Arriva lo Zio Fred, in Il mistero dei cappelli, traduzione di Silvia Piraccini, Parma, Guanda, 2013, ISBN 978-88-8246-990-0.